# Friedrich Wilhelm Bösenberg
Friedrich Wilhelm Bösenberg est un marchand et un arachnologiste amateur, né en 1841 et mort le 2 février 1903 à Stuttgart.

## Biographie
Bösenberg consacre ses loisirs à l’étude des araignées d’Allemagne auxquelles il consacre un livre important Die Spinnen Deutschlands. Avec H. Lenz, il fait paraître une étude des araignées de l’est de l’Afrique Ostafrikanische Spinnen, Gesammelt von Herrn Dr F. Stuhlmann, ainsi qu’un mémoire sur celles de Madère et des Canaries et, avec Embrik Strand (1876-1947), sur celles du Japon.